# Борнем (замок)
Борнем (нидерл. kasteel van Bornem, фр. Château Marnix de Sainte-Aldegonde) — старинный замок, расположенный в городе Борнем в провинции Антверпен, во Фламандском регионе, Бельгия. Находится на берегу реки Старая Шельда, притоке основного русла реки Шельда. Искусственный остров, на котором построена крепость, появился в XIII веке. Само сооружение возведено на фундаменте раннего замка, построенного в X или XI веке. Ранние укрепления предназначались для защиты от нашествий викингов, которые на своих судах поднимались вверх по течению рек. По своему типу относится к замкам на воде.

## История

### Ранний период
О самой ранней крепости, которая должна была охранять реку во время нападений викингов, почти ничего не известно. Возможно, после того как вторжения прекратились, она утратила прежнее значение. Сам ров, отделяющий замковый остров от суши, появился в XIII веке.

### Эпоха Ренессанса

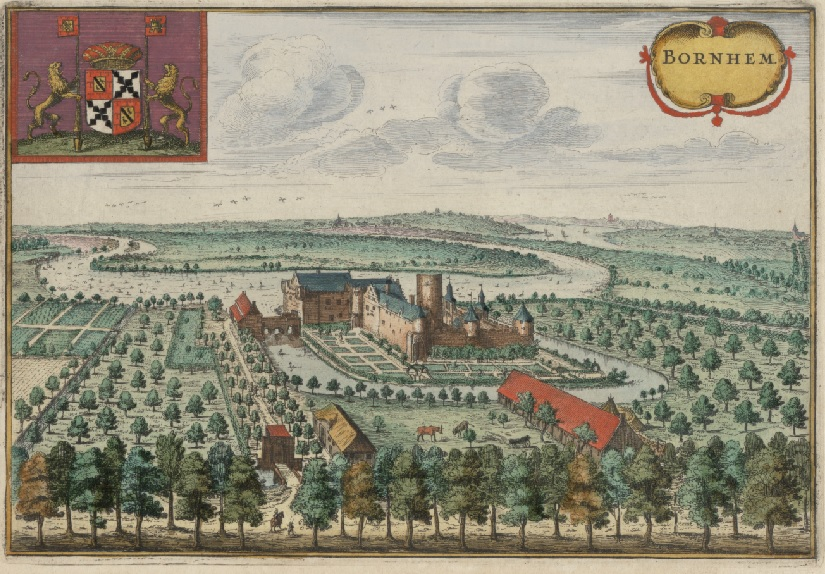
Замок Борнем в первой половине XVII века (иллюстрация из Flandria Illustrata — 1641 голд)

Во время войн испанцев с гёзами, земли вокруг города Борнем подверглись страшному разорению. Испанские солдаты разграбили и сожгли многие фермы. Пашни и пастбища оказались заброшены. Опустевшие земли, прилегающие к нынешнему замку, в 1587 году купил испанский аристократ Педро Колома. Он был владельцем сеньории Бобадильи. В Нидерланды он прибыл вместе с Фландрской армией герцога Александра Фарнезе, сына Маргариты Пармской.
Педро Колома принадлежал к одному из самых богатых испанских родов. Он смог построить новый замок и содействовал заселению окрестных земель крестьянами. Помимо прочего аристократ стал инициатором возведения монастыря в Борнеме. С 1658 года там обосновались изгнанные из Англии доминиканцы, которые открыли при обители школу. Нынешнее аббатство Сен-Бернар располагается в зданиях того самого монастыря с 1833 года.
Педро Колома умер 27 декабря 1621 года и был похоронен в Борнеме. Ему наследовал сын Педро Александр. Внук Педро Жан-Франсуа Колома стал первым графом Борнем. Это произошло после того, как обширные владения рода в Нидерландах по указу короля Испании Филиппа IV в 1658 году были преобразованы в графство.
Важным родственником семьи нынешнего графа был Филип ван Марникс де Сент-Альдегонд, возможный автор официального гимна Нидерландов. С 1583 года он был бургомистром Антверпена и без особого успеха защищал свой город от войск Александра Фарнезе. Хотя его имя «де Марникс де Сент-Альдегонд» предполагает это, в реальности он никогда не проживал в замке. Семья Марникс стала владельцем поместья только в 1773 году.
Во время войн XVII века замок сильно пострадал. В итоге в 1687 году сильно обветшавшую центральную замковую башню снесли.
Карел де Марникс, восьмой граф Борнем, спасаясь от бедствий Французской революции бежал со своей матерью в Нидерланды. Замок и территория были конфискованы республиканскими властями и публично проданы в с торгов Антверпене в 1799 году.

### XIX век

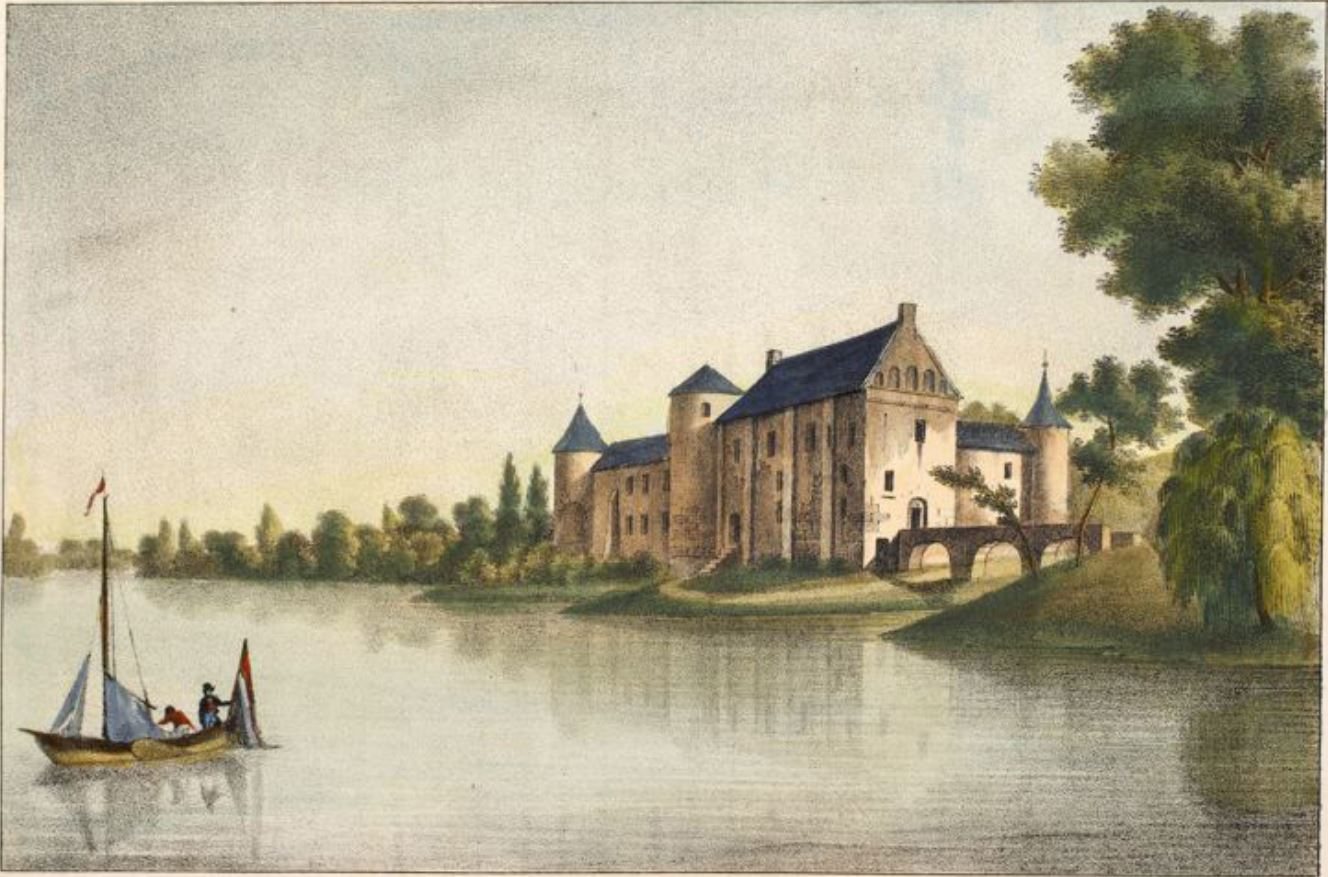
Изображение замка на картине 1830 года

В 1802 году Карел де Марникс выкупил замок и часть владений обратно. Он переехал в родовое владение, а вскоре занял пост мэра города Борнем. В этой должности граф оставался до 1832 года.
В 1880 году граф Фердинанд де Марникс де Сент-Альдегонд начал масштабную реконструкцию крепости. Многие старые строения снесли, а на их остальная началось строительство роскошного дворцово-замкового комплекса. Владелец заказал разработку проекта нового сооружения архитектору Хендрику Бейарту (1823-1894). Тот умер раньше, чем работы были полностью закончены. В итоге окончательный вид замок приобрёл под контролем архитектора Э. Джанлета. По его инициативе в 1895 году появились сторожевые башенки на мосту, ведущем к основному замку.

### XX–XXI века
Имение по-прежнему находится во владении семьи Де Марникс. Некоторые члены рода после с 24 апреля 1881 года также используют имя «де Сент-Альдегонд».
В апреле 2013 года нынешний владелец усадьбы получил от Королевской ассоциации исторических сооружений и садов Бельгии награду за свою приверженность сохранению замка в идеальном состоянии.

## Описание замка
Замок расположен на острове почти квадратной формы. В прежние времена попасть в крепость можно было только по подъёмному мосту с западной стороны. В настоящее время здесь построена каменная стационарная переправа. После реконструкции XIX прежние кольцевые стены оказались снесены. В настоящее время комплекс состоит из трёх крыльев. Главное — западное. Сооружение построено в стиле неоготики. Его украшает множество бане и башенок.
Ещё в 1592 году по приказу Педро Колома был построить шлюз для регулирования течения Старой Шельды. Эта система является вторым старейшим гидравлическим сооружением в Бельгии и самым старым во Фландрии.

## Современное использование
Замок в определённые дни открыт для посетителей. Здесь проводятся экскурсии (по предварительной записи) и действует музей. В старинных залах находится коллекция картин с портретами Маргариты Австрийской, императоров Испании Карла V и Филиппа II, гравюры Питера Брейгеля Старшего, а также много предметов мебели XVII века. В одном из помещений можно увидеть коллекцию со старинными куклами. Во флигеле находится музей карет.

## В массовой культуре
- В замке проходили съёмки бельгийского художественного фильма «Блинкер[нидерл.]».

## Галерея

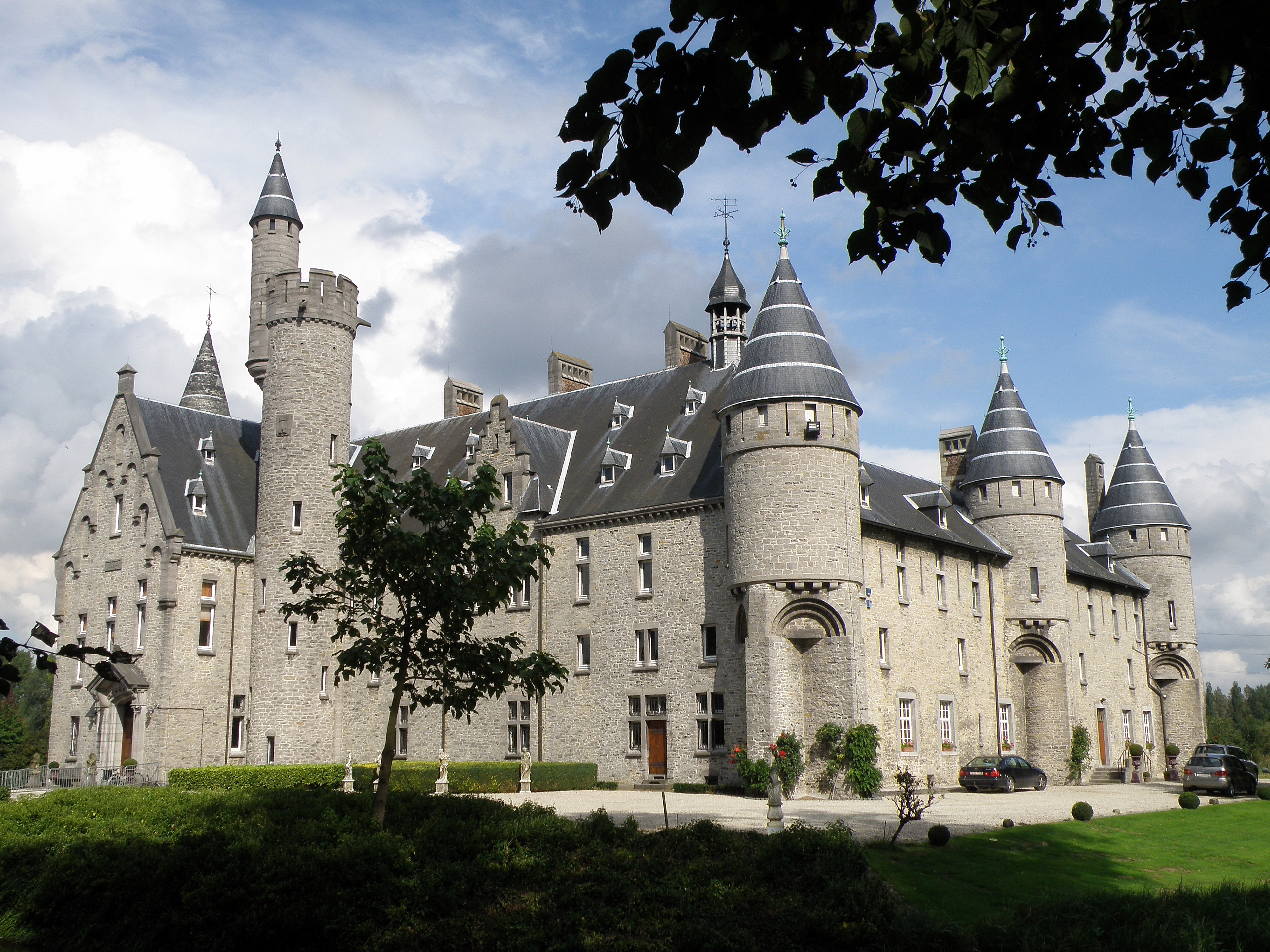
Вид замка с юго-западной стороны
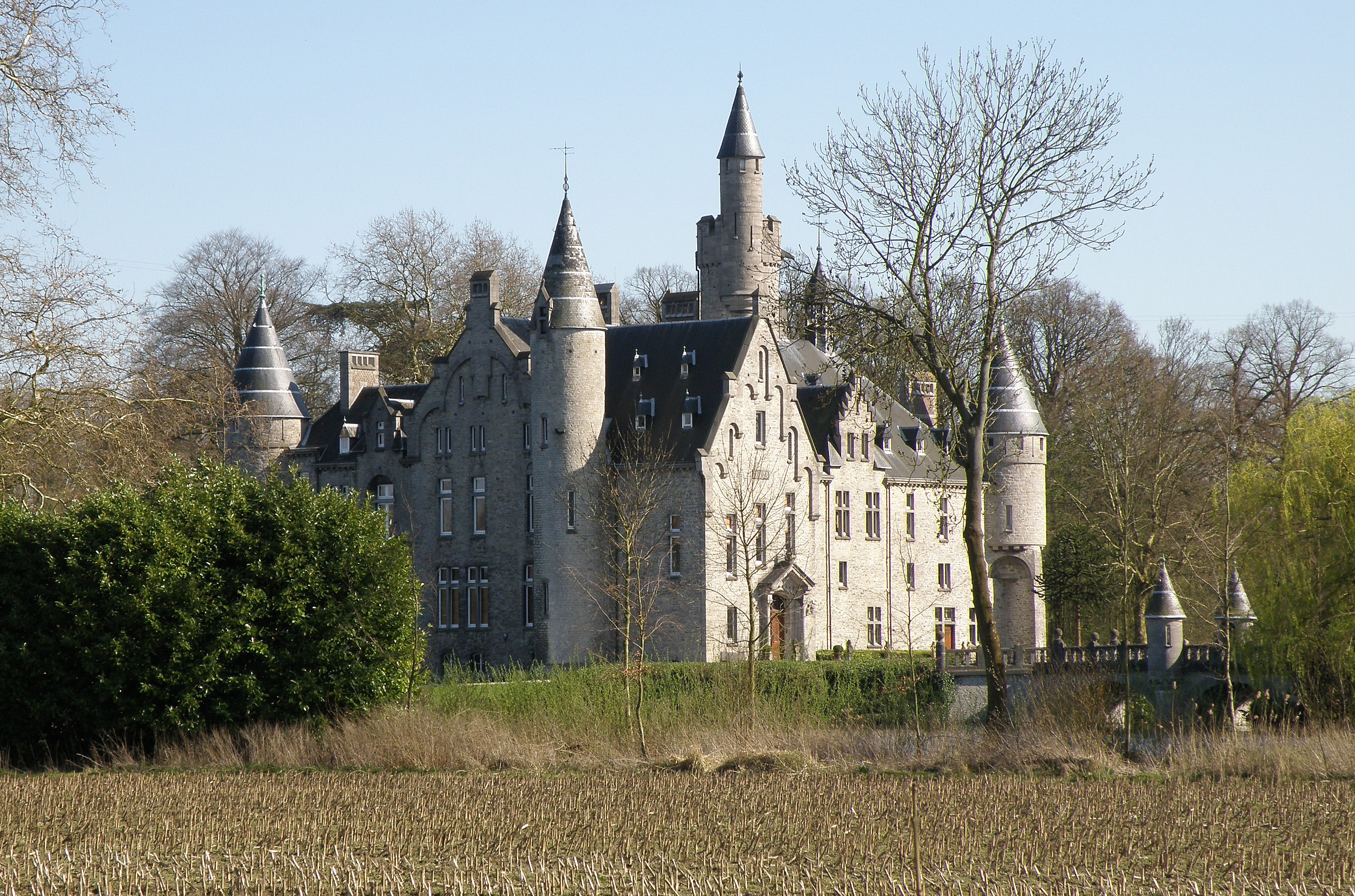
Замок с северной стороны
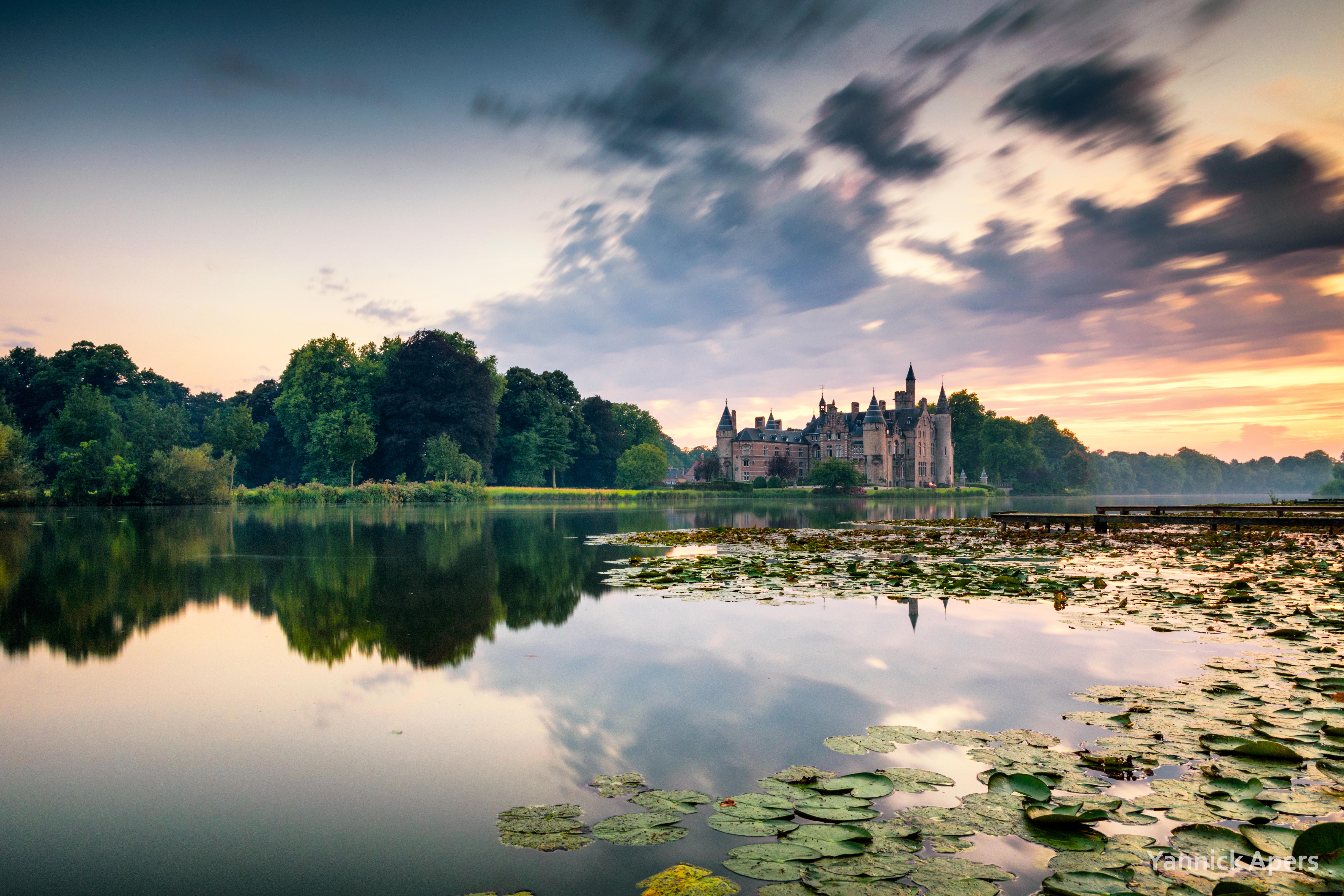
Вид комплекса со стороны реки
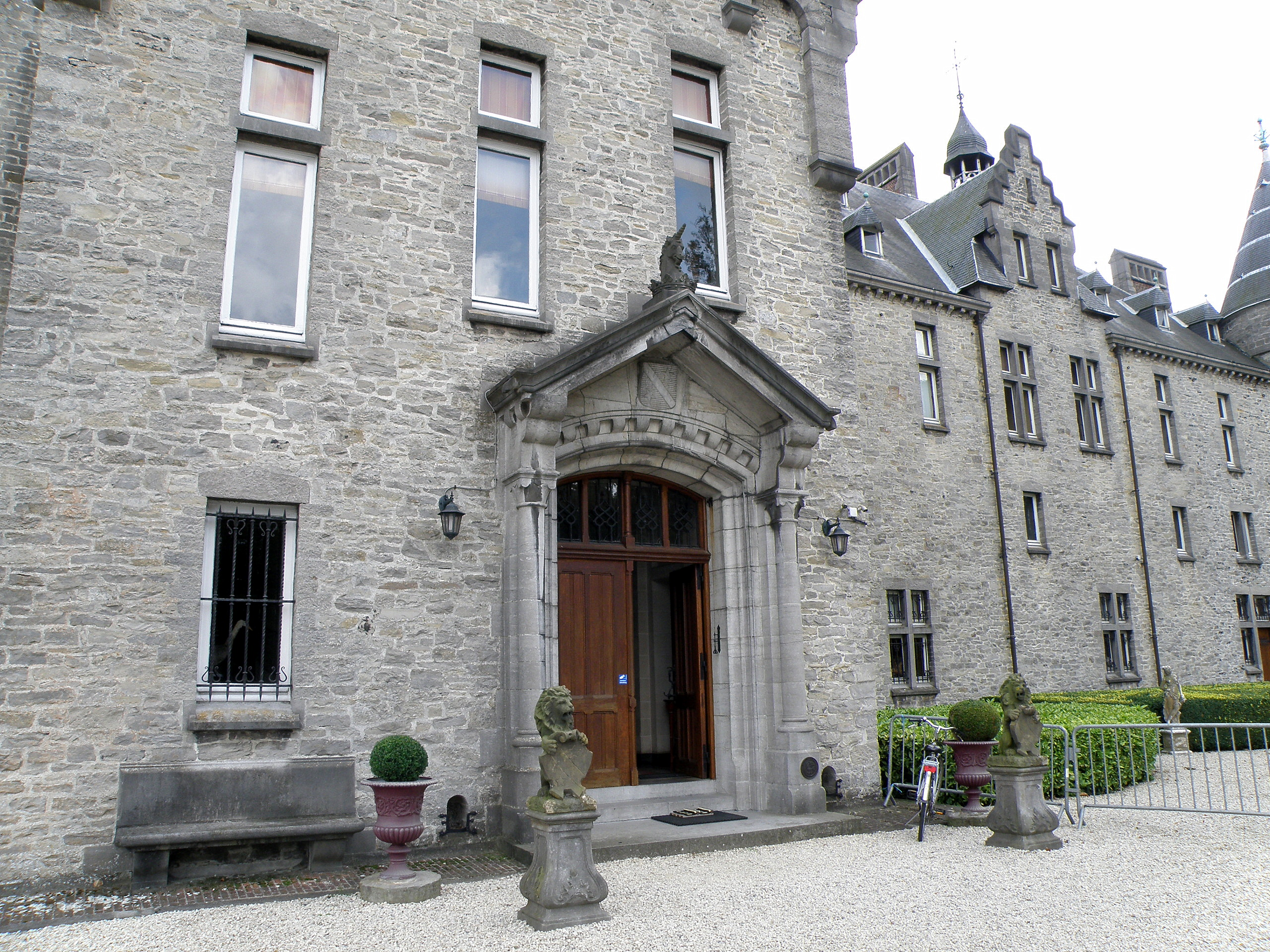
Главный вход
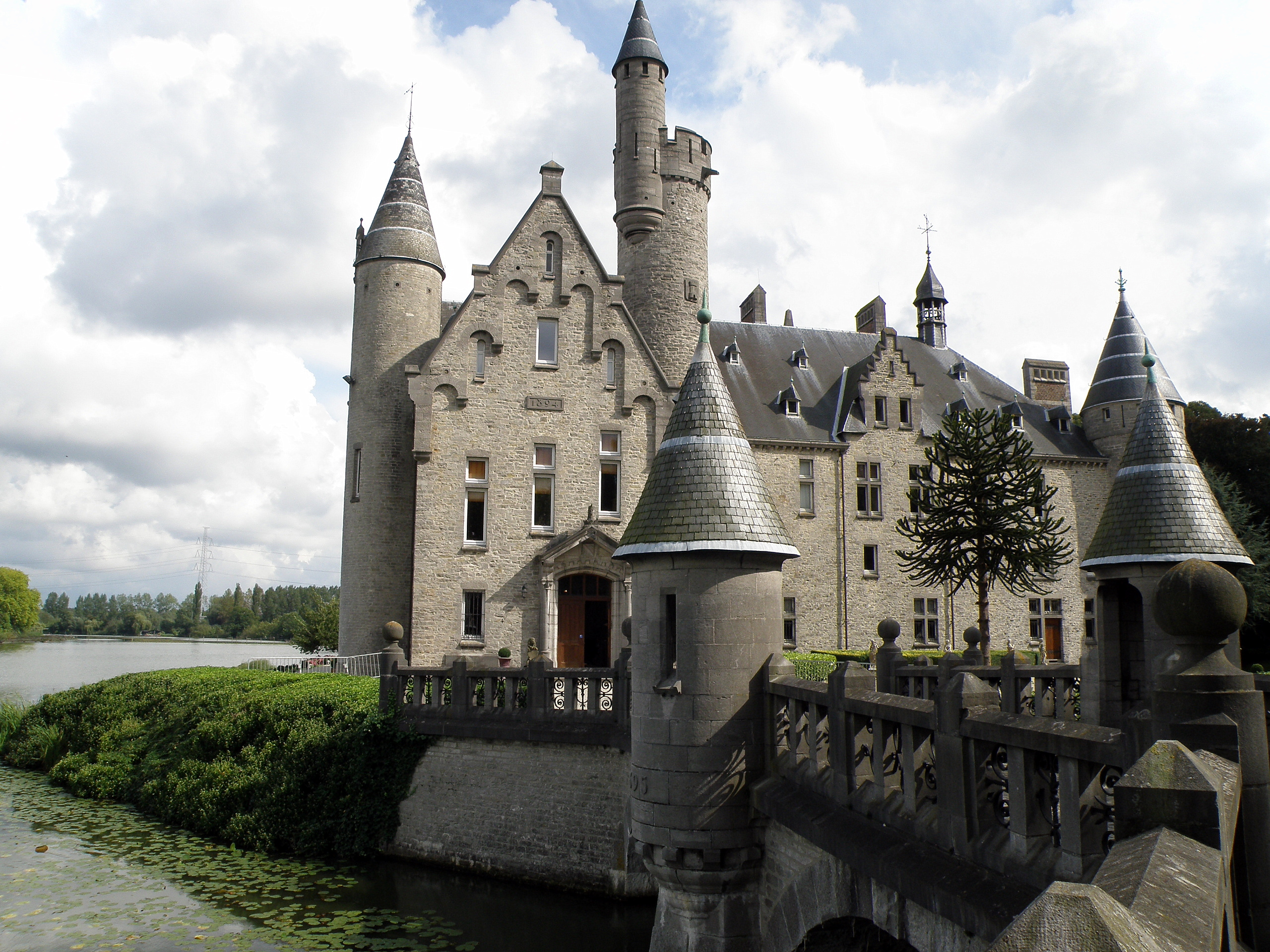
Види замка со стороны моста

- Описание замка на сайте inventaris.onroerenderfgoed.be